# Hemiptera
«Chinche» redirige aquí. Para el elemento metálico, véase chincheta. Para la uva chinche véase Vitis labrusca.

Un heteróptero.

Los hemípteros (Hemiptera, del griego ημι, hēmi, "mitad" y πτερόν, pterón: "ala") son un orden numeroso de insectos neópteros que comprende unas 104 000 especies, distribuidas por todo el mundo. Su nombre alude a que en muchos de ellos las alas anteriores (o hemiélitros) están divididas en una sección basal dura y una sección distal membranosa. Forman parte de este orden los ex Homoptera, cuyas alas son enteramente membranosas.
Se caracterizan por poseer un aparato bucal chupador que, según las especies, utilizan para succionar savia o fluidos de animales, como hemolinfa o sangre. Entre los hemípteros más conocidos están los pulgones, las cigarras y las chinches de las camas (Cimicidae).
La mayoría de los hemípteros se alimentan de plantas, utilizando sus piezas bucales succionadoras y perforadoras para extraer  savia vegetal. Algunos son chupadores de sangre, o hematófagos, mientras que otros son depredadores que se alimentan de otros insectos o pequeños Invertebrados. Viven en una gran variedad de hábitats, generalmente terrestres, aunque algunos están adaptados a la vida en o sobre la superficie del agua dulce (por ejemplo, pondskaters, water boatmen, giant water bugs). Los hemípteros son hemimetábolos, con ninfas jóvenes que en cierto modo se parecen a los adultos. Muchos pulgones son capaces de partenogénesis, produciendo crías a partir de huevos no fecundados; esto les ayuda a reproducirse extremadamente rápido en condiciones favorables.
Los seres humanos han interactuado con los hemípteros durante milenios. Algunas especies, entre ellas muchos pulgones, son importantes plagas agrícolas, ya que dañan los cultivos al succionar la savia. Otras dañan más directamente a los humanos como vectores de graves enfermedades víricas. La chinche de la cama es un parásito persistente de los humanos, y algunas chinches besuconas pueden transmitir la Enfermedad de Chagas. Algunas especies se han utilizado para el control biológico de plagas de insectos o de plantas invasoras. Unos pocos hemípteros, se han cultivado para la extracción de colorantes como cochinilla y carmín, y para goma laca. Las cigarras se han utilizado como alimento y aparecen en la literatura desde la Ilíada de la Antigua Grecia.

## Clasificación y filogenia
Los hemípteros se han subdividido tradicionalmente en dos grupos heterópteros y homópteros; 
durante buena parte del siglo XX, los especialistas han discrepado sobre el concepto, la extensión y la categoría taxonómica de dichos grupos. Así, los hemípteros se consideraban a veces como un orden con dos subórdenes, homópteros y heterópteros, y otras, homópteros y heterópteros han sido considerados como órdenes independientes.
|           | Heteroptera                                                        |
|           |                                                                    |
| Homoptera | \| \| Auchenorrhyncha \| \| \| \| \| \| Sternorrhyncha \| \| \| \| |
|           | \| \| Auchenorrhyncha \| \| \| \| \| \| Sternorrhyncha \| \| \| \| |
|           | Auchenorrhyncha                                                    |
|           |                                                                    |
|           | Sternorrhyncha                                                     |
|           |                                                                    |

|  | Auchenorrhyncha |
|  |                 |
|  | Sternorrhyncha  |
|  |                 |

Según la sistemática cladística, tanto basada en datos morfológicos como en datos moleculares, los heterópteros forman un clado monofilético, mientras que los homópteros son claramente parafiléticos (agrupando clados que no tienen un antepasado común) como puede comprobarse en el siguiente cladograma, basado en Sorensen et. al.:
|               | Archaeorrhyncha                                                 |
|               |                                                                 |
| Prosorrhyncha | \| \| Peloridiomorpha \| \| \| \| \| \| Heteroptera \| \| \| \| |
|               | \| \| Peloridiomorpha \| \| \| \| \| \| Heteroptera \| \| \| \| |
|               | Peloridiomorpha                                                 |
|               |                                                                 |
|               | Heteroptera                                                     |
|               |                                                                 |

|  | Peloridiomorpha |
|  |                 |
|  | Heteroptera     |
|  |                 |

|               | Archaeorrhyncha                                                 |
|               |                                                                 |
| Prosorrhyncha | \| \| Peloridiomorpha \| \| \| \| \| \| Heteroptera \| \| \| \| |
|               | \| \| Peloridiomorpha \| \| \| \| \| \| Heteroptera \| \| \| \| |
|               | Peloridiomorpha                                                 |
|               |                                                                 |
|               | Heteroptera                                                     |
|               |                                                                 |

|  | Peloridiomorpha |
|  |                 |
|  | Heteroptera     |
|  |                 |

|               | Archaeorrhyncha                                                 |
|               |                                                                 |
| Prosorrhyncha | \| \| Peloridiomorpha \| \| \| \| \| \| Heteroptera \| \| \| \| |
|               | \| \| Peloridiomorpha \| \| \| \| \| \| Heteroptera \| \| \| \| |
|               | Peloridiomorpha                                                 |
|               |                                                                 |
|               | Heteroptera                                                     |
|               |                                                                 |

|  | Peloridiomorpha |
|  |                 |
|  | Heteroptera     |
|  |                 |

|               | Archaeorrhyncha                                                 |
|               |                                                                 |
| Prosorrhyncha | \| \| Peloridiomorpha \| \| \| \| \| \| Heteroptera \| \| \| \| |
|               | \| \| Peloridiomorpha \| \| \| \| \| \| Heteroptera \| \| \| \| |
|               | Peloridiomorpha                                                 |
|               |                                                                 |
|               | Heteroptera                                                     |
|               |                                                                 |

|  | Peloridiomorpha |
|  |                 |
|  | Heteroptera     |
|  |                 |

|               | Archaeorrhyncha                                                 |
|               |                                                                 |
| Prosorrhyncha | \| \| Peloridiomorpha \| \| \| \| \| \| Heteroptera \| \| \| \| |
|               | \| \| Peloridiomorpha \| \| \| \| \| \| Heteroptera \| \| \| \| |
|               | Peloridiomorpha                                                 |
|               |                                                                 |
|               | Heteroptera                                                     |
|               |                                                                 |

|  | Peloridiomorpha |
|  |                 |
|  | Heteroptera     |
|  |                 |

|               | Archaeorrhyncha                                                 |
|               |                                                                 |
| Prosorrhyncha | \| \| Peloridiomorpha \| \| \| \| \| \| Heteroptera \| \| \| \| |
|               | \| \| Peloridiomorpha \| \| \| \| \| \| Heteroptera \| \| \| \| |
|               | Peloridiomorpha                                                 |
|               |                                                                 |
|               | Heteroptera                                                     |
|               |                                                                 |

|  | Peloridiomorpha |
|  |                 |
|  | Heteroptera     |
|  |                 |

|               | Archaeorrhyncha                                                 |
|               |                                                                 |
| Prosorrhyncha | \| \| Peloridiomorpha \| \| \| \| \| \| Heteroptera \| \| \| \| |
|               | \| \| Peloridiomorpha \| \| \| \| \| \| Heteroptera \| \| \| \| |
|               | Peloridiomorpha                                                 |
|               |                                                                 |
|               | Heteroptera                                                     |
|               |                                                                 |

|  | Peloridiomorpha |
|  |                 |
|  | Heteroptera     |
|  |                 |

|               | Archaeorrhyncha                                                 |
|               |                                                                 |
| Prosorrhyncha | \| \| Peloridiomorpha \| \| \| \| \| \| Heteroptera \| \| \| \| |
|               | \| \| Peloridiomorpha \| \| \| \| \| \| Heteroptera \| \| \| \| |
|               | Peloridiomorpha                                                 |
|               |                                                                 |
|               | Heteroptera                                                     |
|               |                                                                 |

|  | Peloridiomorpha |
|  |                 |
|  | Heteroptera     |
|  |                 |

Los subórdenes reconocidos por dichos autores están resaltados en mayúsculas. Algunas clasificaciones reconocen a Peloridiomorpha la categoría de suborden, con el nombre Coleorrhyncha, con lo que Heteroptera adquiere también la categoría de suborden; no se sigue manteniendo el antiguo taxón Homoptera, ni su taxón subordinado Auchenorrhyncha (Clypeorrhincha + Archaeorrhyncha), que aparecen como parafiléticos.
Entre las familias de chinches más comunes se encuentran:

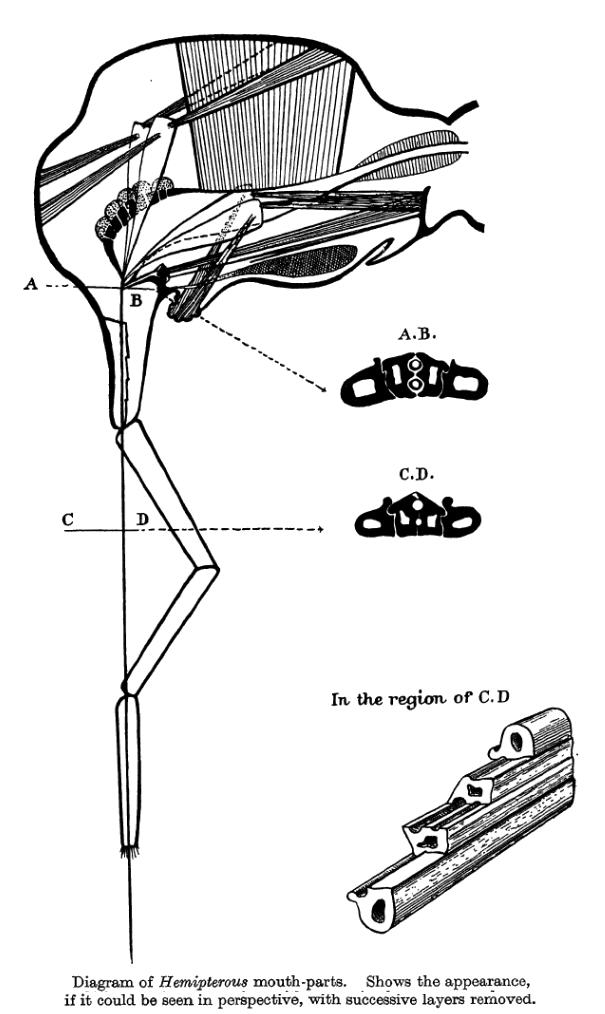
Piezas bucales de Hemiptera con mandíbulas y maxilas modificadas para perforar y con labio en forma de vaina.

Acanthosomatidae, 
Alydidae, 
Anthocoridae,
Aradidae,
Belostomatidae,
Berytidae,
Canopidae,
Ceratocombidae,
Cimicidae,
Colobathristidae,
Coreidae,
Corixidae,
Cydnidae,
Enicocephalidae,
Gelastocoridae,
Gerridae,
Hebridae,
Helotrephidae,
Hydrometridae,
Largidae,
Lygaeidae,
Megarididae, 
Mesoveliidae,
Miridae,
Nabidae,
Naucoridae, 
Nepidae,
Notonectidae,
Ochteridae,
Pachynomidae, 
Pentatomidae (chinches hediondas), 
Phloeidae,
Piesmatidae, 
Pleidae,
Plokiophilidae,
Polyctenidae,
Pyrrhocoridae,
Reduviidae,
Rhopalidae,
Saldidae,
Schizopteridae,
Scutelleridae,
Termitaphilidae, 
Tessaratomidae,
Thaumastocoridae, 
Thyreocoridae,
Tingidae,
Veliidae,
Vianaididae.

## Morfología

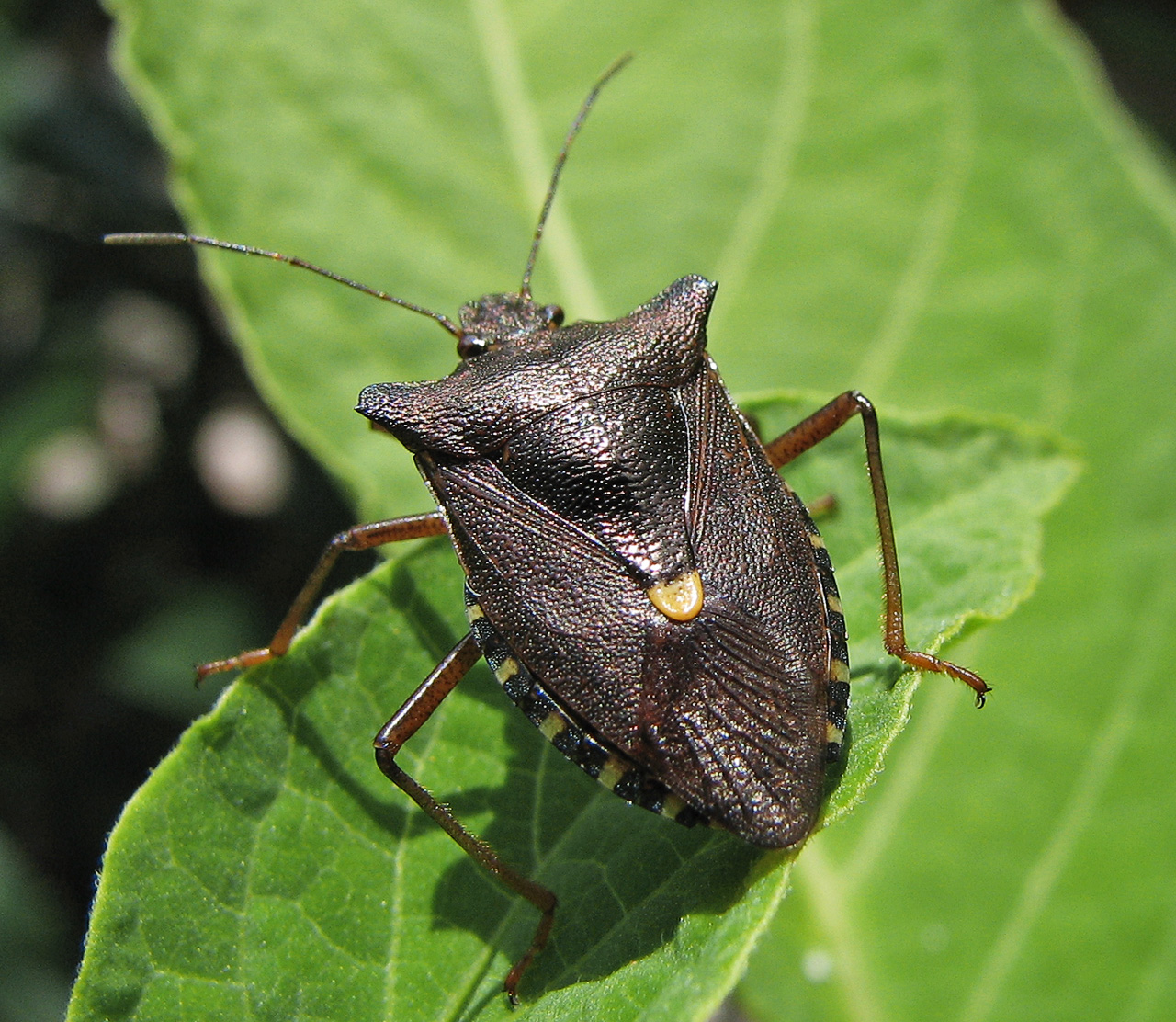
Pentatoma rufipes, un heteróptero, con alas de base endurecida.

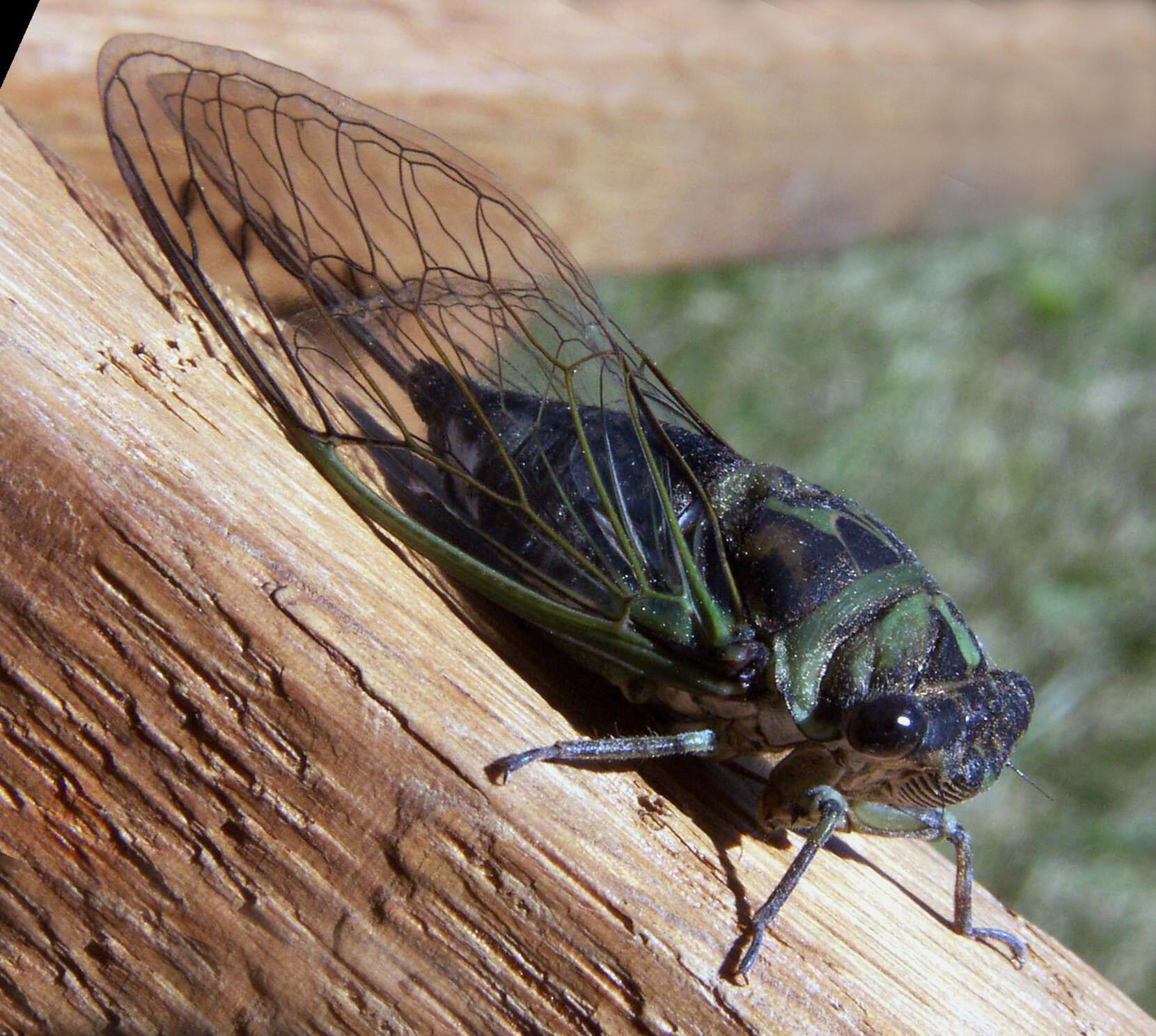
Tibicen linnei, un homóptero, con sus alas uniformemente membranosas.

### Piezas bucales
El rasgo más característico de los hemípteros es su pico o rostro en que las mandíbulas y las maxilas modificadas forman un estilete dentro de una vaina formada por el labio. El estilete es capaz de perforar tejidos y de chupar líquidos, mientras el labio le proporciona un soporte. Contiene un canal por el que se vierte saliva y otro por el que chupa alimentos líquidos. Una bomba salivaria inyecta saliva en su presa y otra bomba extrae líquidos de ella. Ambas bombas están accionadas por músculos dilatadores de la cabeza. Normalmente el pico se mantiene plegado bajo el cuerpo cuando no está en uso. La dieta de muchas especies es savia de plantas, otras se alimentan de sangre, y aun otras son depredadoras.
Tanto los herbívoros como los depredadores inyectan enzimas que comienzan la digestión extraoral (antes que entre en el cuerpo). Estas enzimas incluyen amilasas para hidrolizar los almidones, poligalacturonasa para aflojar las paredes celulares de las plantas y proteinasas para fraccionar las proteínas.
Si bien hay grandes variaciones morfológicas entre los hemípteros, sus piezas bucales forman un característico "rostro". Otros órdenes de insectos con piezas bucales similares a las de hemípteros son algunos Phthiraptera, si bien es fácil de reconocer sus diferencias. Igualmente las piezas bucales de Siphonaptera, algunos Diptera y Thysanoptera tienen una semejanza superficial a las de hemípteros, pero en mayor detalle, las diferencias son claras. Otros insectos podrían ser confundidos con los hemípteros, pero tienen piezas bucales masticadoras, diferentes del rostro típico de los hemípteros. Por ejemplo, las cucarachas y los escarabajos, además de otras diferencias de sus alas y antenas.

### Ojos
Poseen un par de ojos compuestos a ambos lados de la cabeza, y en muchos casos, ojos simples u ocelos sobre la frente, entre los ojos compuestos. Las antenas no tienen muchos segmentos (raramente más de diez, en muchos casos cinco), pero pueden ser muy largas.

### Alas
En general poseen dos pares de alas y, muchas veces, las anteriores están más o menos endurecidas; no obstante, no son raras las formas ápteras. Los heterópteros tienen las alas anteriores con la mitad basal endurecida y la distal membranosa y por ello se denominan hemiélitros ("medio élitro"); los demás grupos tienen las alas anteriores membranosas o uniformemente endurecidas. Algunos grupos, como las cigarras estridulan frotando sus alas ("canto de la cigarra").
El protórax está libre o soldado y suele ser voluminoso. En la parte ventral del protórax se encuentra parte del sistema nervioso, que se hacina en algunos ganglios, comúnmente 2, 3 o 4. Su sistema digestivo es muy complejo.
Las patas están adaptadas para andar, saltar, agarrar o incluso nadar (chinches acuáticas).

#### Estructura de las alas
Las alas de los Hemípteros son completamente membranosas, como en los Sternorrhyncha y Auchenorrhyncha, o parcialmente endurecidas, como en la mayoría de los Heteroptera. El nombre "Hemiptera" procede de la Greek ἡμι- ([:wikt:hemi-; "mitad") y πτερόν (pteron; "ala"), refiriéndose a las alas anteriores de muchos heterópteros que están endurecidas cerca de la base, pero membranosas en los extremos. Las alas modificadas de este modo se denominan hemelytra (singular: hemelytron), por analogía con los elytra completamente endurecidos de los escarabajos, y sólo se dan en el suborden Heteroptera. En todos los subórdenes, las alas posteriores, si están presentes, son completamente membranosas y normalmente más cortas que las alas anteriores. Las alas delanteras pueden mantenerse "a modo de techo" sobre el cuerpo (típico de Sternorrhyncha y Auchenorrhyncha), o mantenidas planas sobre el dorso, con los extremos superpuestos (típico de los Heteroptera).La antennae en los Hemípteros suele constar de cuatro o cinco segmentos, aunque aún pueden ser bastante largas, y los tarsos de las legs tienen dos o tres segmentos.
Las alas de los Hemípteros son completamente membranosas, como en los Sternorrhyncha y Auchenorrhyncha, o parcialmente endurecidas, como en la mayoría de los Heteroptera. El nombre "Hemiptera" procede de la Greek ἡμι- ([:wikt:hemi-; "mitad") y πτερόν (pteron; "ala"), refiriéndose a las alas anteriores de muchos heterópteros Que están endurecidas cerca de la base, pero membranosas en los extremos. Las alas modificadas de este modo se denominan hemelytra (singular: hemelytron), por analogía con los elytra completamente endurecidos de los escarabajos, y sólo se dan en el suborden Heteroptera. En todos los subórdenes, las alas posteriores, si están presentes, son completamente membranosas y normalmente más cortas que las alas anteriores. Las alas delanteras pueden mantenerse "a modo de techo" sobre el cuerpo (típico de Sternorrhyncha y Auchenorrhyncha), o mantenidas planas sobre el dorso, con los extremos superpuestos (típico de los Heteroptera). La antenas en los Hemípteros suele constar de cuatro o cinco segmentos, aunque aún pueden ser bastante largas, y los tarsos de las patas tienen dos o tres segmentos.

## Ciclo vital

### Desarrollo
Los hemípteros son insectos hemimetábolos, es decir, con metamorfosis incompleta; tras de eclosionar los huevos, ninfas, o estadios inmaduros que son similares a los adultos, pero sin gónadas ni alas. Después de varias mudas, que originan hasta cinco estadios ninfales sucesivos, se transforman en imagos (adultos) alados y sexualmente maduros, listos para perpetuar su especie.

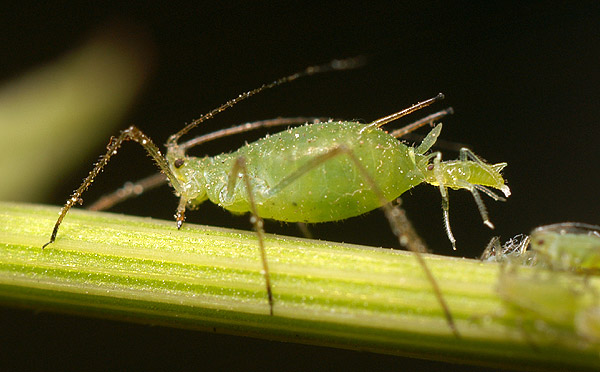
Pulgón reproduciéndose por viviparidad.

### Partenogenesis y viviparidad
Muchos pulgones o áfidos son partenogenéticos durante parte de su ciclo vital; tales hembras producen huevos no fertilizados que son clones de la madre. Toda esa descendencia es femenina (telitoquia), lo que implica que el 100 % de la población se puede reproducir. Muchas especies de áfidos, además, son vivíparas. Los hijos nacen después de haber completado el desarrollo larvario dentro de la madre. Estas adaptaciones permiten a los áfidos un crecimiento acelerado de las poblaciones cuando las condiciones son favorables.

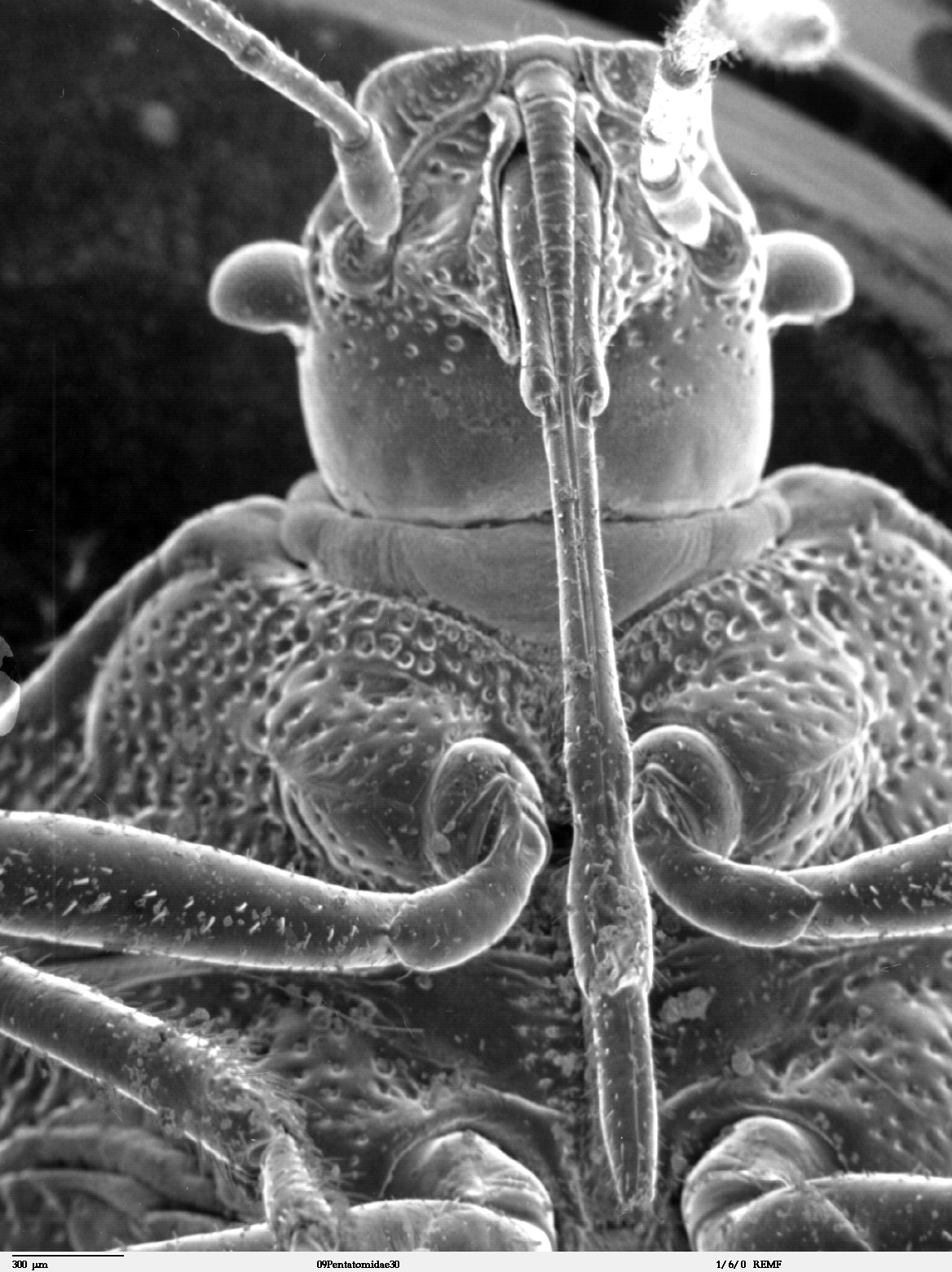
Aparato bucal (rostro) de un heteróptero.

## Alimentación
Numerosas especies se alimentan de plantas (fitófagos) y pueden ser una plaga para la agricultura y para las plantaciones forestales, como es el caso de Corythucha salicata.

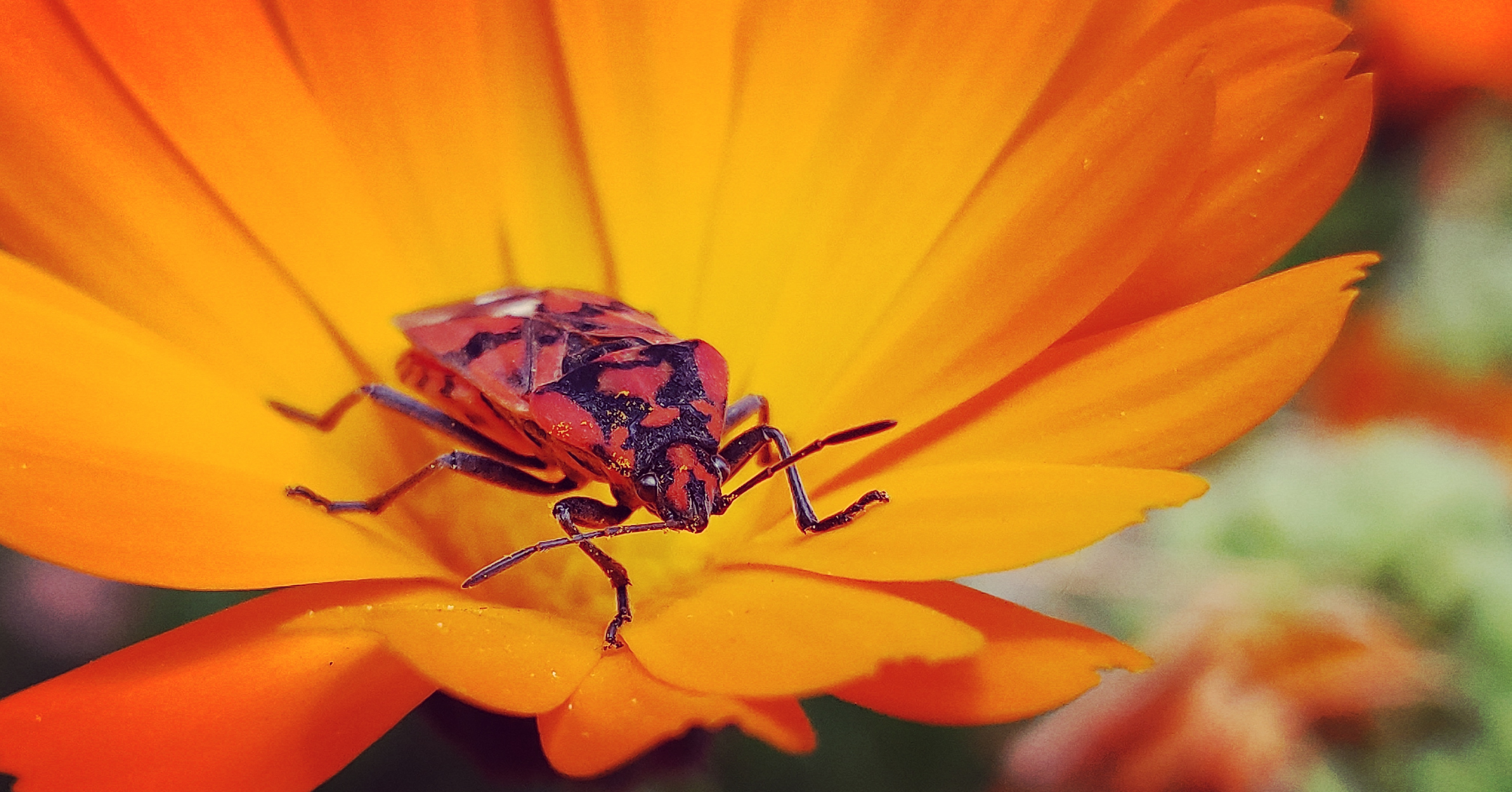

También existen muchas especies depredadoras de otros insectos, que son de inestimable valor para el control de las poblaciones naturales de plagas potenciales y que se usan en el control biológico.
Unos pocos hemípteros son ectoparásitos de vertebrados, a los que chupan la sangre (hematófagos). Algunos son importantes transmisores de patógenos. En América Central y Sudamérica, Triatominae (Triatoma, Rhodnius, Panstrongylus) son importantes vectores de la enfermedad de Chagas-Mazza o tripanosomiasis americana. Las epidemias se combaten mediante tareas de mejoramiento de las viviendas, el uso de insecticidas, el aislamiento y tratamiento rápido de las personas enfermas.

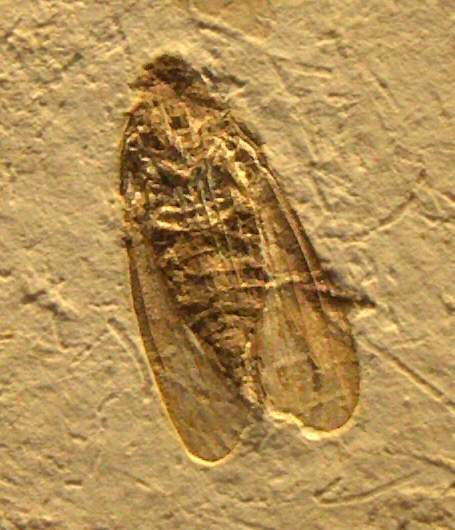
Fulgoroidea fósil del Cretáceo temprano, Brasil, c. 116 Ma.

## Evolución y paleontología
Se conocen fósiles de hemípteros (tanto heterópteros como homópteros) desde el Carbonífero; en el Jurásico se diferenciaron la mayoría de las familias actuales. Sus fósiles abundan en el ámbar del Cenozoico, con más de 600 especies descritas, muchas de las cuales pueden encuadrarse dentro de los géneros actuales.